# 八仙水上楽園爆発事故
八仙水上楽園爆発事故（ハッセンすいじょうらくえんばくはつじこ）とは、2015年6月27日に中華民国新北市八里区のウォーターパークで発生した粉塵爆発事故。日本人2人を含む525名が負傷し、その後全身熱傷により15人が死亡（11月29日現在）する大事故となった。
地元メディアにおいては八仙楽園爆炸案（ハッセンらくえんばくさくあん）、八仙楽園爆炸事件（ハッセンらくえんばくさくじけん）と呼ばれることが多い。
粉塵爆発事故としては珍しく屋外で発生している（粉塵爆発は粉塵が籠りやすい建物内や地下、坑道内で発生することが多い）。

## 状況と経緯
6月27日午後8時30分ごろ、園内のステージ上で音楽に合わせて踊る参加者に向けて緑色のパウダーを圧縮ガスで噴射中に爆発が発生し、火の海と化した場内はたちまち大混乱となった。
爆発発生時、現場ではカラーパウダーを多用した屋外イベント「Color Play Asia 彩色派對」が行われていた。このイベントは、インドなどヒンドゥー教の春祭りホーリー祭にヒントを得て企画された。パウダーは着色したコーンスターチ。なお、観客たちのほとんどが水着などの薄着であったことも被害を大きくした要因とされる。
会場では、多量のタバコの吸殻が確認されており、タバコの火が火元との見方もある。

## 爆発とその後
全身に重度の火傷を負った負傷者のうち、6月29日に重体だった台湾の20歳女性が生命維持装置を外されて死亡して以降死者は増え続け、8月13日時点で11人、そして11月29日時点で15人となった。
日本では事故を受け、負傷者たちに対して治療用ガーゼや人工皮膚などの支援が寄せられている。

## 影響
この事故を受けて日本を含む世界中のイベントで、カラーパウダーの使用が自粛されている。